# Compsosoma monnei
Compsosoma monnei är en skalbaggsart som beskrevs av Martins och Maria Helena M. Galileo 1996. Compsosoma monnei ingår i släktet Compsosoma och familjen långhorningar. Inga underarter finns listade i Catalogue of Life.